# Mário Elias
Mário Monteiro Elias (Mértola, 13 de Janeiro de 1934 - Beja, 11 de Outubro de 2011) foi um pintor e ilustrador português, tendo também desenvolvido uma vasta obra literária.

## Biografia

### Nascimento
Mário Elias nasceu na vila de Mértola, em 1934.

### Carreira artística e literária
De 1950 a 1970 trabalhou para vários periódicos, incluindo as revistas Flama, Almanaque Alentejano, Revista Costa do Sol, Século Ilustrado, Fraternidade, Estudos Psíquicos, e os jornais Sempre Fixe, Ridículos, Parada da Paródia e Jornal de Campo de Ourique. Colaborou igualmente em várias outras publicações, incluindo o Diário do Alentejo, O Campaniço, Ibn Maruam, Boletim Municipal da Câmara de Mértola, Boletim da Associação de Defesa de Mértola, Notícias de Beja, Notícias de Odemira, Peço a Palavra e Distrito de Portalegre.
Em 1963, esteve integrado no movimento poético denominado de desintegracionismo. Publicou vários livros como O Drama de Mercedes Blasco, Santos Luz poeta trágico e Canhenho d’um Mertolense, entre outros. Com o apoio do município de Mértola, foi o autor dos livros de ensaios Estudos Literários sobre Mértola e o seu Concelho, O Drama de Mercedes Blasco, Subsídios para a Património Histórico e Cultural do Concelho de Mértola. Também editou as obras Santos Luz, Poeta Trágico, em Aljustrel, A Estética do Pessimismo em Antónia Sequeira e Canhenho d’um Mertolense.
Em 1959, fez parte da 1.ª Exposição de Desenho Moderno, realizada na Casa da Imprensa, onde esteve em conjunto com vários autores de destaque, como Almada Negreiros e Jorge Barradas. Em 1964, tornou-se bolseiro da Fundação Calouste Gulbenkian como pintor. Esteve presente em várias exposições de artes plásticas nacionais, incluindo em Santarém, Almada, Sintra, Estoril, Beja, Castro Verde, Mértola, Santiago do Cacém, Vendas Novas, Portalegre, Reguengos de Monsaraz, Monforte, Nisa, Castelo de Vide, Estremoz, Elvas, e na Casa do Alentejo. Trabalhou igualmente como ilustrador, em diversos livros de outros escritores.

«Torre do relógio, Mértola» Óleo sobre tela por Mário Elias.

### Falecimento e homenagens
Faleceu em 11 de Outubro de 2011, no Hospital de Beja, aos 77 anos, devido a uma doença prolongada. O funeral teve lugar no dia seguinte em Mértola, tendo sido sepultado no Cemitério de Nossa Sra. das Neves em Mértola.
A Câmara Municipal de Mértola emitiu uma nota de pesar, onde destacou a sua obra artística. A Casa das Artes, o espaço de exposições de Mértola leva o seu nome.